# Peljhan
Peljhan je priimek več znanih Slovencev:
- Darja Peljhan (*1974), ekonomistka, prof. EF
- Darko Peljhan (*1969), avtomobilistični dirkač - reli voznik
- Jure Peljhan (*1975), bančnik
- Liljana Peljhan, atletinja
- Marko Peljhan (*1969), režiser, videast, novomedijski konceptualni umetnik
- Martina Peljhan, geologinja in muzealka (Idrija)
- Matej Peljhan (*1967), fotograf
- Nataša Stritih Peljhan (*1973), biologinja
- Tinka Peljhan (*1977), igralka badmintona
- Tomi Peljhan (*1996), saksofonist